# Беляков, Василий Герасимович
Василий Герасимович Беляков (1918 — 4 сентября 1942, Сталинград) — участник Великой Отечественной войны, командир отделения 272-го стрелкового полка внутренних войск 10-й стрелковой (впоследствии — Сталинградская ордена Ленина) дивизии внутренних войск НКВД СССР 62-й армии Юго-Восточного фронта. Ефрейтор. Закрыл своим телом амбразуру дзота.

## Биография
Родился в 1918 году. Русский. Член ВЛКСМ.
Похоронен — по месту гибели.

## Подвиг
04 сентября 1942 года в районе обороны «Опытная станция» города Сталинград закрыл своим телом вражескую амбразуру дзота. Награждён посмертно орденом Ленина.